# 4 v.Chr.

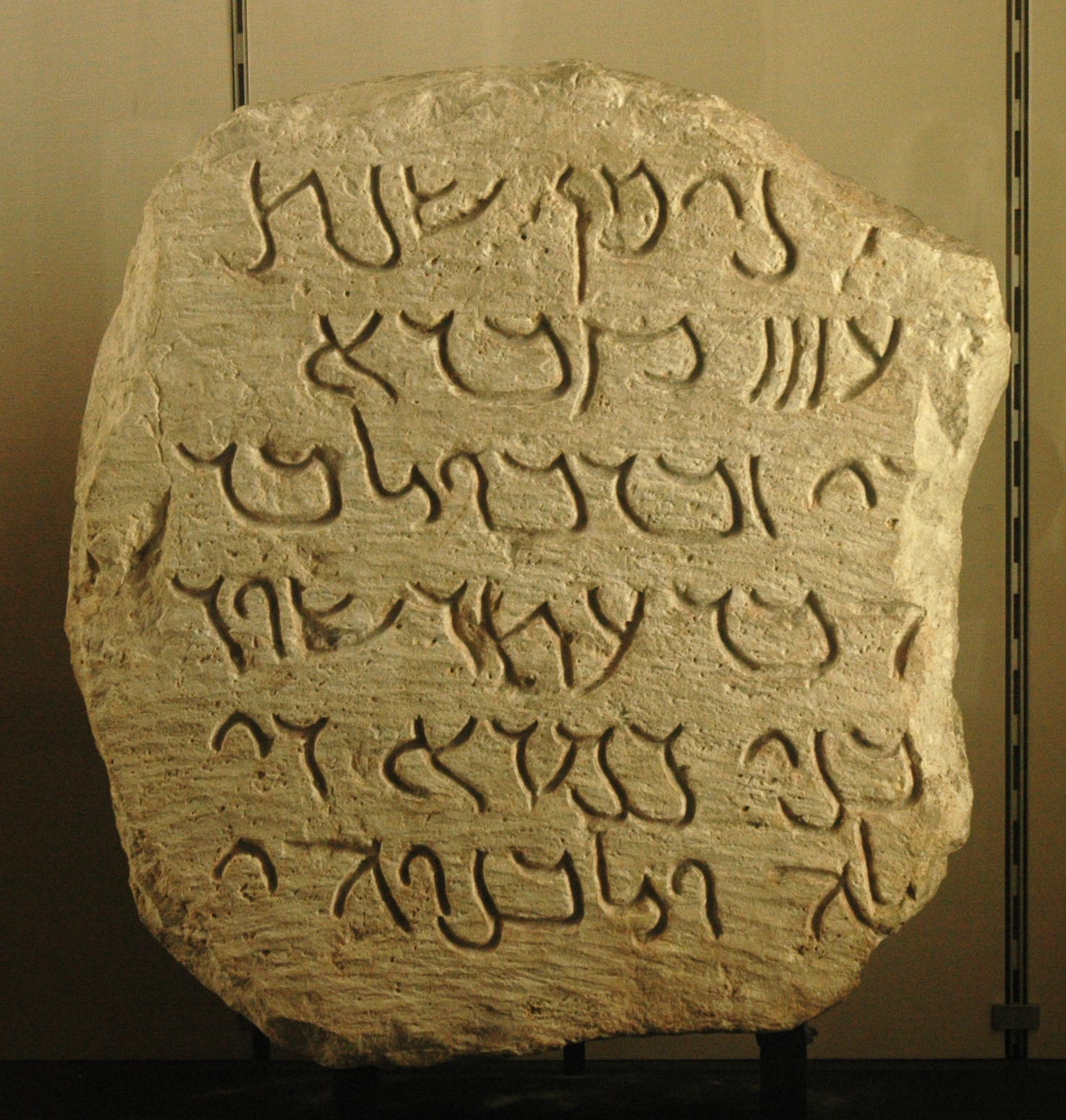
Grafsteen van Zabdibōl, zoon van (...) Ataraùri van de Benē Komrē uit Palmyra uit 4 v.Chr.

Het jaar 4 v.Chr. is een jaartal in de 1e eeuw v.Chr. volgens de christelijke jaartelling.

## Gebeurtenissen

### Palestina
- Herodes de Grote, vazalkoning van Judea, overlijdt in zijn winterpaleis bij Jericho en wordt begraven in Herodion.
- Keizer Augustus verdeelt Judea onder de drie zonen van Herodes: Herodes Archelaüs, Herodes Antipas en Philippus.

## Geboren
- Lucius Annaeus Seneca, Romeins stoïcijns filosoof en schrijver (overleden 65)

## Overleden
- Herodes de Grote, vazalkoning van Judea
- Marcus Tullius Tiro, Romeins secretaris van Cicero